# 120 ударов в минуту
«120 ударов в минуту» (фр. 120 battements par minute) — французская кинодрама 2017 года, снятая режиссёром Робеном Кампийо. Фильм участвовал в основной конкурсной программе 70-го Каннского международного кинофестиваля (2017) в борьбе за «Золотую пальмовую ветвь». Фильм получил Гран-при фестиваля, приз Queer Palm как лучший фильм ЛГБТ-тематики, а также Приз ФИПРЕССИ.

## Сюжет
Париж, начало 1990-х годов. Хотя люди умирают от СПИДа уже более десяти лет, активисты группы «Act-Up Paris» все чаще проводят акции протеста против всеобщего безразличия. Натан становится одним из участников группы, которая занимается распространением информации о болезни. Однако радикализм Шона, одного из лидеров сообщества, вызывает беспокойство не только у новичка, но и у других активистов…

## В ролях
- Науэль Перес Бискаярт — Шон Дальмазо
- Арно Валуа — Натан
- Адель Энель — Софи
- Антуан Рейнартц — Тибо
- Ариэль Боренштейн — Жереми
- Феликс Мариту — Макс
- Алоиз Саваж — Ева
- Симон Бургад — Люк
- Симон Гела — Маркус
- Корали Руссье — Мюриэль

## Награды и номинации
Премия «Сезар»-2018 (6 наград из 13 номинаций):
- Лучший фильм — реж. Робен Кампийо, продюсеры: Юг Шарбонно, Мари-Анж Лучани (награда)
- Лучшая режиссура — Робен Кампийо (номинация)
- Лучший оригинальный сценарий — Робен Кампийо (награда)
- Лучший актёр второго плана — Антуан Рейнартц (награда)
- Лучшая актриса второго плана — Адель Анель (номинация)
- Самый многообещающий актёр — Науэль Перес Бискаярт (награда)
- Самый многообещающий актёр — Арно Валуа (номинация)
- Лучшая музыка к фильму — Арно Реботини (награда)
- Лучший монтаж — Робен Кампийо (награда)
- Лучшая работа оператора — Жанна Лапуари (номинация)
- Лучшие декорации — Эмманюэль Дюпле[фр.] (номинация)
- Лучшие костюмы — Изабель Паннетье[фр.] (номинация)
- Лучший звук — Жюльен Сикар[фр.], Валери Делюф[фр.], Жан-Пьер Лафорс[фр.] (номинация)